# Тимати
Тимур Илдарович Юнусов, по-известен като Тимати, е руски певец, продуцент, актьор и бизнесмен.

## Биография
Бащата му е бизнесмен. Има татарски и еврейски произход..

## Дискография

### Студийни албуми
- 2006 – Black Star
- 2009 – The Boss
- 2012 – SWAGG
- 2013 – 13
- 2014 – Reload (само за Япония)
- 2016 – Олимп[3]
- 2020 – Транзит